# Francis Macdonald Cornford
Francis Macdonald Cornford (27 de febrero de 1874 - 3 de enero de 1943) fue un filólogo clásico y poeta inglés. Fue miembro del Trinity College desde 1899, donde ocupó una cátedra desde 1902. En 1931 se le nombró Laurence Professor of Ancient Philosophy (Profesor de la filosofía antigua) y seis años más tarde, en 1937, fue elegido miembro de la Academia Británica.
En su obra Thucydides Mythistoricus (1907), Cornford argumentó que la Historia de la guerra del Peloponeso de Tucídides estaba atravesada por la visión trágica de Tucídides. From Religion to Philosophy: A Study in the Origins of Western Speculation («De la religión a la filosofía: un estudio de los orígenes de la especulación occidental», 1912) investigaba las profundas categorías y conceptos religiosos y sociales que dieron forma a los logros de los primeros filósofos griegos. Cornford volvió a esta temática en Principium Sapientiae: The Origins of Greek Philosophical Thought («Inicio de la sabiduría: Los orígenes del pensamiento filosófico griego»), obra publicada póstumamente en 1952 y la más prestigiada junto a sus estudios en torno a Sócrates. Se le deben asimismo numerosas obras sobre Platón, incluyendo significativos comentarios al Teeteto, al Sofista y al Timeo. También dedicó algunos trabajos a filosofía de la religión. 
A otro ámbito de la dedicación intelectual de Cornford pertenece su Microcosmographia Academica (1908), sátira clásica de la política académica, escrita por alguien que la conoce desde dentro. Es la fuente de cierto número de eslóganes, como el de la «doctrina de la inmadurez de la época» (doctrine of unripeness of time) y obra pionera del género "novela de campus".
Se casó con la poetisa Frances Darwin, hija de Francis Darwin y nieta de Charles Darwin, que se hizo conocida con su nombre de casada, Frances Cornford. El matrimonio tuvo cinco hijos: Christopher, Clare, Helena, Hugh y el poeta John Cornford. Su nieto Matthew Chapman es hijo de Clare.

## Obras (selección)
- Thucydides Mythistoricus, Londres, E. Arnold, 1907.
- Religion in the University, Cambridge, Parr & Tyler, 1911. (Religión en la Universidad)
- From Religion to Philosophy: a study in the origins of Western speculation, 1912. (De la religión a la filosofía: Un estudio de los orígenes de las especulaciones occidentales)
- The Origins of Attic Comedy, 1914. (Los orígenes de la Comedia de Ático)
- Greek Religious thought from Homer to the Age of Alexander, Londres-Toronto-Nueva York, J.M. Dent & Sons / E.P. Dutton, 1923.     (Pensamiento griego religioso desde Homero hasta la Era de Alejandro)
- The Laws of Motion in Ancient Thought, 1931. (Las leyes del movimiento en el Pensamiento Antiguo)
- Before and After Socrates, 1931. (Antes y Después de Sócrates)
- Plato's Theory of Knowledge: the Theaetetus and Sophist of Plato, 1935. (Teoría del conocimiento de Platón: El Teeteto y el sofista  de Platón)
- Plato's Cosmology: the Timaeus of Plato, 1937. (Cosmología de Platón: El Timeo de Platón)
- Plato and Parmenides, 1939. (Platón y Parménides)

### En español
- Fundamentos de la ciencia moderna, Barcelona, Ediciones Lauro, 1945.[1]
- Principium Sapientiae, Madrid.
- "Sócrates y el pensamiento griego" (Before and after Socrates), Madrid, Ediciones Norte y Sur, 1964.
- Antes y después de Sócrates, Barcelona, Ariel.
- "La filosofía no escrita",  Barcelona, Ariel.
- La teoría platónica del conocimiento: Teeteto y El Sofista: traducción y comentario, 1ª ed. edición (en español), Paidós, 1982. {ISBN 84-7509-164-4}
- "Platón y Parménides", Antonio Machado, 1989.
- "Sócrates", en Teoría del Humanismo IV, Madrid, Verbum, 2000.